# Broadsword and the Beast
Albums de Jethro Tull
A
(1980) Under Wraps
(1984)
Singles
1. Broadsword
Sortie : 1982
2. Fallen on Hard Times
Sortie : 1982
3. Pussy Willow
Sortie : 1982

Broadsword and the Beast est le quatorzième album studio de Jethro Tull. Il sort le 10 avril 1982 sur le label Chrysalis Records et est produit par Paul Samwell-Smith.

## Historique
Cet album est enregistré pendant l'hiver 1981-1982 dans les studios Maison Rouge à Fulham. Deux nouveaux musiciens intègrent le groupe, le batteur Gerry Conway qui est connu pour avoir joué précédemment avec Cat Stevens et le claviériste Peter-John Vettese. Il est, depuis This Was, le premier album du groupe auquel Ian Anderson ne participa pas à la production. Cette dernière est confiée à Paul Samwell-Smith ex-bassiste du groupe The Yardbirds.
Il se classe à la 27e place des charts britanniques et à la 19e place du Billboard 200 aux États-Unis. En France, il reste classé pendant 40 semaines atteignant la 24e place.

## Pochette
La pochette est l'œuvre de l'illustrateur de fantasy Iain McCaig. Les symboles qui encadrent l'image sont des cirth, runes inventées par J. R. R. Tolkien qui apparaissent dans Le Seigneur des anneaux. L'inscription est une partie des paroles de la chanson Broadsword : «I see a dark sail, on the horizon, set under a black cloud, that hides the sun. Bring me my broadsword and clear understanding. Bring me my cross of gold as a talisman.» (Je vois une voile sombre à l'horizon, posée sous un nuage noir, qui cache le soleil. Apportez-moi mon épée et ma compréhension. Apportez-moi ma croix d'or en talisman.)

## Titres
Toutes les chansons sont de Ian Anderson avec du matériel additionnel de Peter-John Vettese.

### Face 1 («Beastie»)
| No | Titre                | Durée |
| -- | -------------------- | ----- |
| 1. | Beastie              | 3:58  |
| 2. | Clasp                | 4:18  |
| 3. | Fallen On Hard Times | 3:13  |
| 4. | Flying Colours       | 4:39  |
| 5. | Slow Marching Band   | 3:40  |

### Face 2 («Broadsword»)
| No | Titre                    | Durée |
| -- | ------------------------ | ----- |
| 1. | Broadsword               | 5:03  |
| 2. | Pussy Willow             | 3:55  |
| 3. | Watching Me Watching You | 3:41  |
| 4. | Seal Driver              | 5:10  |
| 5. | Cheerio                  | 1:09  |

### Titres bonus
L'édition remasterisée de 2005 comprend sept titres supplémentaires :
| No | Titre                          | Durée |
| -- | ------------------------------ | ----- |
| 1. | Jack Frost and the Hooded Crow | 3:22  |
| 2. | Jack A Lynn                    | 4:40  |
| 3. | Mayhem Maybe                   | 3:06  |
| 4. | Too Many Too                   | 3:28  |
| 5. | Overhang                       | 4:29  |
| 6. | Rhythm in Gold                 | 3:08  |
| 7. | I Am Your Gun                  | 3:19  |
| 8. | Down at the End of Your Road   | 3:31  |

## Musiciens
- Ian Anderson : chant, flûte, guitare acoustique, synthétiseur Fairlight CMI
- Martin Barre : guitare électrique
- Dave Pegg : basse, mandoline, chœurs
- Peter John-Vettese : claviers, piano, synthétiseurs, chœurs
- Gerry Conway : batterie, percussions

## Charts & certification
| Pays             | Durée du classement | Meilleur classement |
| ---------------- | ------------------- | ------------------- |
| Allemagne        | 31 semaines         | 14e                 |
| Autriche         | 4 semaines          | 18e                 |
| Canada           | 11 semaines         | 10e                 |
| États-Unis       | 17 semaines         | 19e                 |
| France           | 40 semaines         | 24e                 |
| Norvège          | 6 semaines          | 14e                 |
| Nouvelle-Zélande | 1 semaine           | 50e                 |
| Royaume-Uni      | 19 semaines         | 27e                 |

| Pays        | Certification | Ventes   | Date       |
| ----------- | ------------- | -------- | ---------- |
| Royaume-Uni | Argent        | 60 000 + | 13/05/1985 |

Charts singles
| Année | Single                 | Chart                  | Durée du classement | Position |
| ----- | ---------------------- | ---------------------- | ------------------- | -------- |
| 1982  | "Fallen On Hard Times" | Mainstream Rock Tracks | 7 semaines          | 20e      |
| 1982  | "Beastie"              | Mainstream Rock Tracks | 4 semaines          | 50e      |